# Narcisse Rabier
Pour les articles homonymes, voir Rabier.
Narcisse-Albert Rabier est un peintre français né le 1er mars 1829 à Briou (Loir-et-Cher) et mort à Orléans le 31 janvier 1919.

## Biographie
Le 5 octobre 1853 il épouse Sophie Benardeau (1830-1863) à Orléans. Le couple eut deux filles, Louise Marie Françoise (née en 1855) et Blanche Lucie Léonie (v. 1856-1879).
L'œuvre de Narcisse Rabier se compose principalement de paysages, entre autres du département du Loiret, de natures mortes et de bouquets de fleurs. Il a par ailleurs travaillé à la décoration de plusieurs églises des départements du Loiret et du Loir-et-Cher.
Il a participé à la restauration de tableaux anciens, issus entre autres des collections du comte de Vergennes au château de Montréal dans l'Yonne et de René de Courcy au château de Claireau.
Il a été membre de la Société des amis des arts d'Orléans et en particulier membre de la commission d'organisation des expositions organisées par la Société.
En 1872, il est distingué en ces termes dans un compte rendu de l'exposition à laquelle Rabier avait participé en novembre : « Je suis heureux d'avoir à indiquer parmi nos exposants un peintre qui doit à une rare persévérance les résultats qu'il a obtenu, car mille obstacles se sont élevés sur sa route. »
Le 8 mai 1891, il reçoit les Palmes académiques lors de la visite du président Carnot à Orléans.
Il a longuement habité au quai des Augustins à Orléans.
Il meurt à Orléans le 31 janvier 1919. Ses obsèques eurent lieu le lendemain, à l'église Saint-Jean-Baptiste de Saint-Jean-le-Blanc. Une partie de ses tableaux se trouvaient alors déjà au musée des Beaux-Arts d'Orléans.

## Œuvres

### Conservées auMusée des Beaux-Arts d'Orléans
- Nature morte : à droite et à gauche des livres, au milieu, une aiguière en cuivre avec son plateau sur une étoffe jaune et bleue, un vase grec, des bas-reliefs et une tête en bronze vue de profil, 1879.

- Vue de la rue des Hostelleries et de la chapelle Saint-Jacques à Orléans  : vue prise vers le sud, au premier plan boutique sur la droite, boulangerie sur la gauche, au fond parapet de Loire et clocher de l'église Saint-Marceau, 1883.
- Vue de la rue des Hostelleries et du beffroi à Orléans : l'angle de la chapelle Saint-Jacques est visible sur la droite, au fond, le beffroi, boutiques avec étalage de paniers pour celle qui fait l'angle avec la rue de la Pierre-Percée, quelques passants, 1883.

### Œuvres cataloguées
- Bronzes et terres cuites, peinture à l'huile, 1868, présenté à l'exposition d'Orléans (no 126).

- Portrait de monsieur Seigneuret, un paysage représentant des arbres qui plient sous l'effort de la tempête, un pêle-mêle rassemblant des fruits, des champignons, une casserole, des navets et un panier de légumes, présentés à l'exposition d'Orléans de 1872[10].
- Chinoiseries, présenté à l'exposition d'Orléans de 1874.

- Bibelots, bronzes et bouquins ; Faisan ; Pêches ; Giroflées et pensées ; Giroflées ; Marguerites et anémones ; Panorama d'Orléans, présentés à l'exposition d'Orléans de 1897.

- Le Lièvre à la cuisse cassée, Gerbe de lilas, Lilas dans un seau, La Calomnie lance son fiel, Atelier Lecoq, intérieur : œuvres présentées à l'exposition d'Orléans de 1906, n° 83 à 87.

- Les Fleurs jaunes près de la fenêtre, huile sur toile, 130 × 81 cm, signée en bas à gauche[11].
- Menuisier à l’orée du bois, huile sur toile, 85 × 67 cm, signée bas droite[12].

### Autres

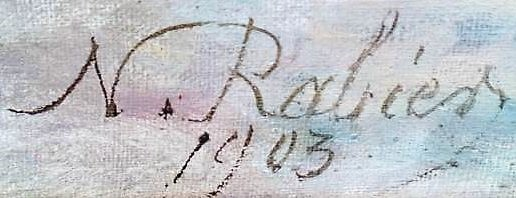
Signature de Narcisse Rabier, détail de la Nature morte aux chrysenthèmes (1903), localisation inconnue.

- Saint Fiacre, au pieds de son évêque, lui apprend sa détermination de quitter le monde, Saint Fiacre dans son ermitage, Il prie au désert, Saint Fiacre refusant la couronne d’Écosse : série de quatre huiles sur panneau sur la vie de Saint Fiacre, réalisés en 1860 pour l'église saint-Vincent d'Orléans[13].
- Poissons, gousses d'ails et bottes d'oignons, nature-morte, huile sur toile 41 x 62 cm, 1871, signé en rouge en bas à gauche, contre-signé et daté en haut à gauche[14].
- Nature morte au lièvre, 1882, huile sur toile, 49 × 65 cm, signé et daté en bas à gauche[15].
- Panorama de Blois, huile sur toile ;  Un paysage, étude d'arbres, huile ; Panorama d'Orléans, huile ; Sur ma table d'atelier, nature morte, huile : œuvres acquises par la Société des amis des arts d'Orléans en 1884 et distribuées à ses membres[16].
- Portrait d'Émile Rabourdin-Grivot, maire d'Orléans, 1891[17].
- Dahlias, huile sur toile, 1901, 74 cm x 60 cm (avec cadre 90 cm x 77 cm), signée.
- Bouquet de roses, huile sur toile, 1901, 33,5 x 24,5 cm, signée en bas à gauche[18].
- Nature morte aux chrysanthèmes, 1903, 72 x 58,3 cm, encadré 85,5 cm x 72 cm, daté et signé en bas à gauche[19].
- Nature morte aux lièvre, chaudron et oignons, 1904, huile sur toile, 72 x 59 cm, datée et signée à droite[20].
- Au Loiret, chemin entre le moulin des Béchets et celui de la motte[21], huile sur carton, 1916, 19,5 x 13,8 cm, signée en bas à gauche.

Œuvres attribuées à Narcisse Rabier
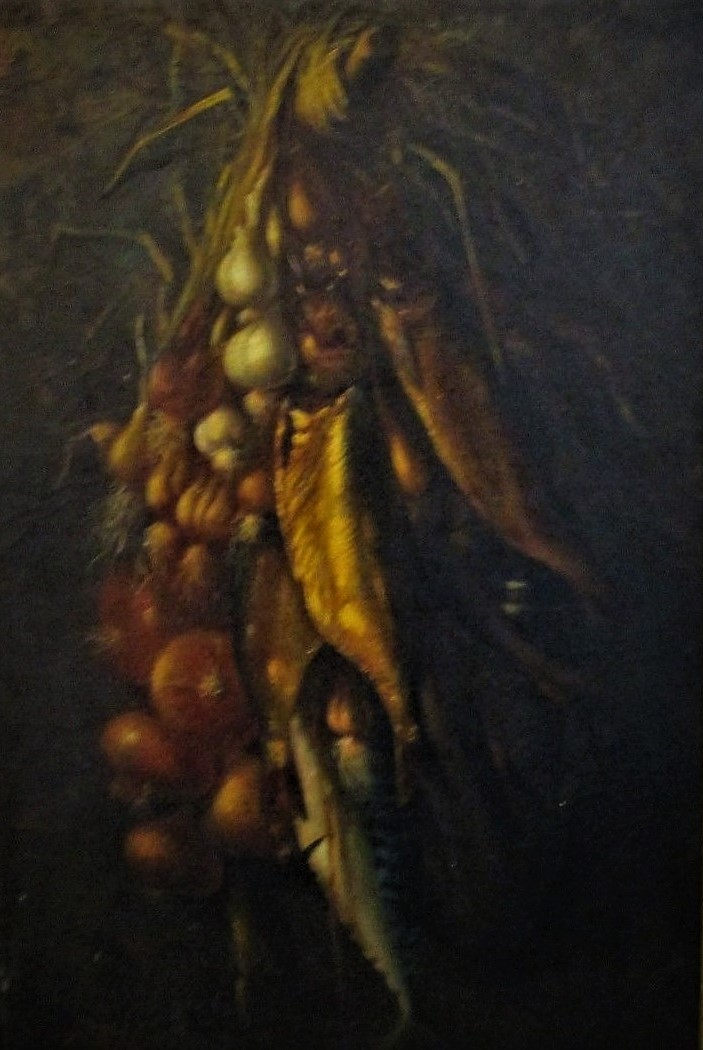
Nature morte aux poissons, gousses d'ails et bottes d'oignons (1871), localisation inconnue.
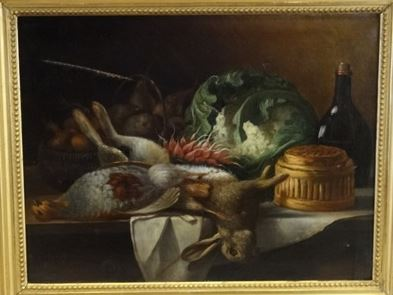
Nature morte au lièvre (1882), localisation inconnue.
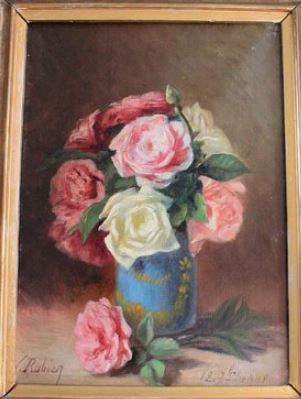
Bouquet de roses (1901), localisation inconnue.
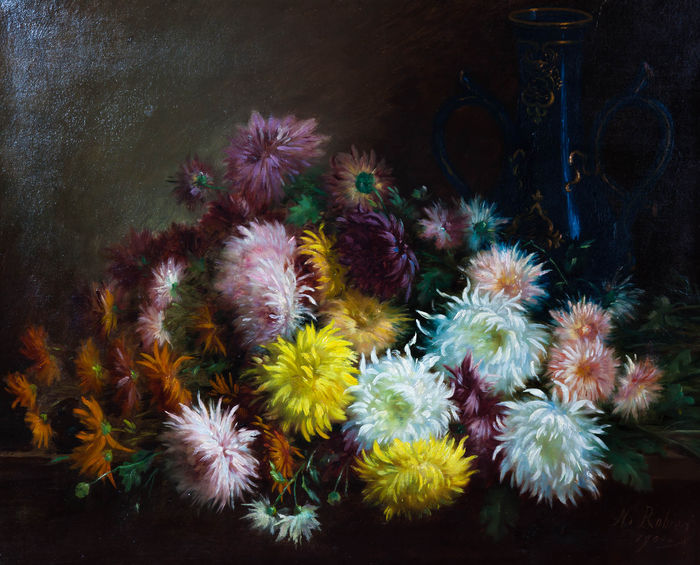
Dahlias (1901), localisation inconnue.
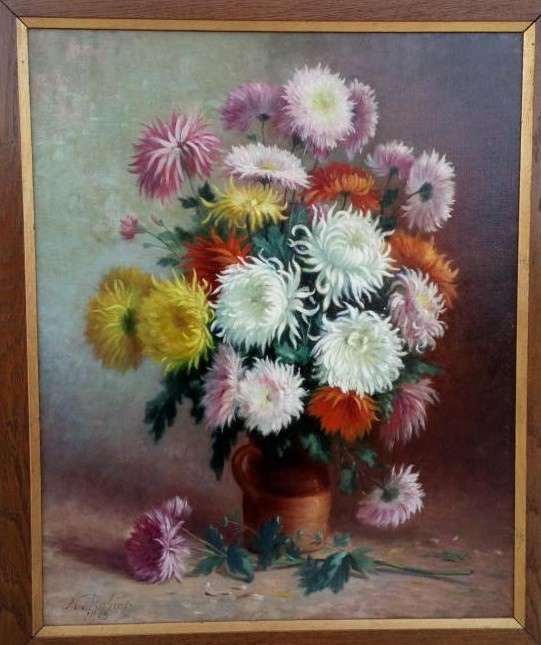
Nature morte aux chrysenthèmes (1903), localisation inconnue.
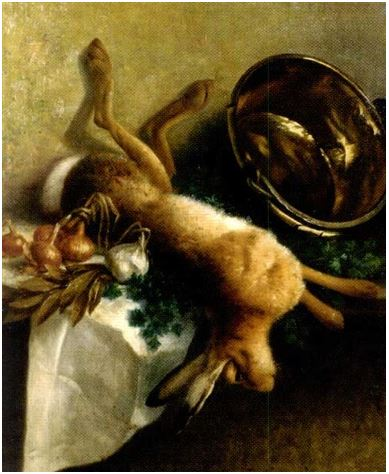
Nature morte aux lièvre, chaudron et oignons (1904), localisation inconnue.
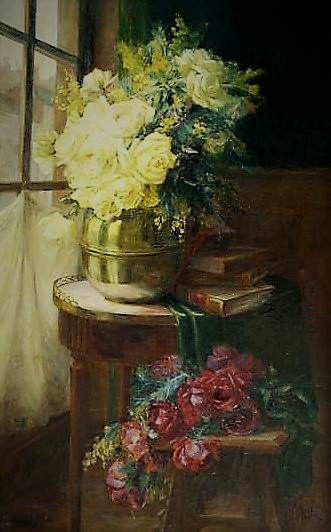
Les Fleurs jaunes près de la fenêtre, localisation inconnue.
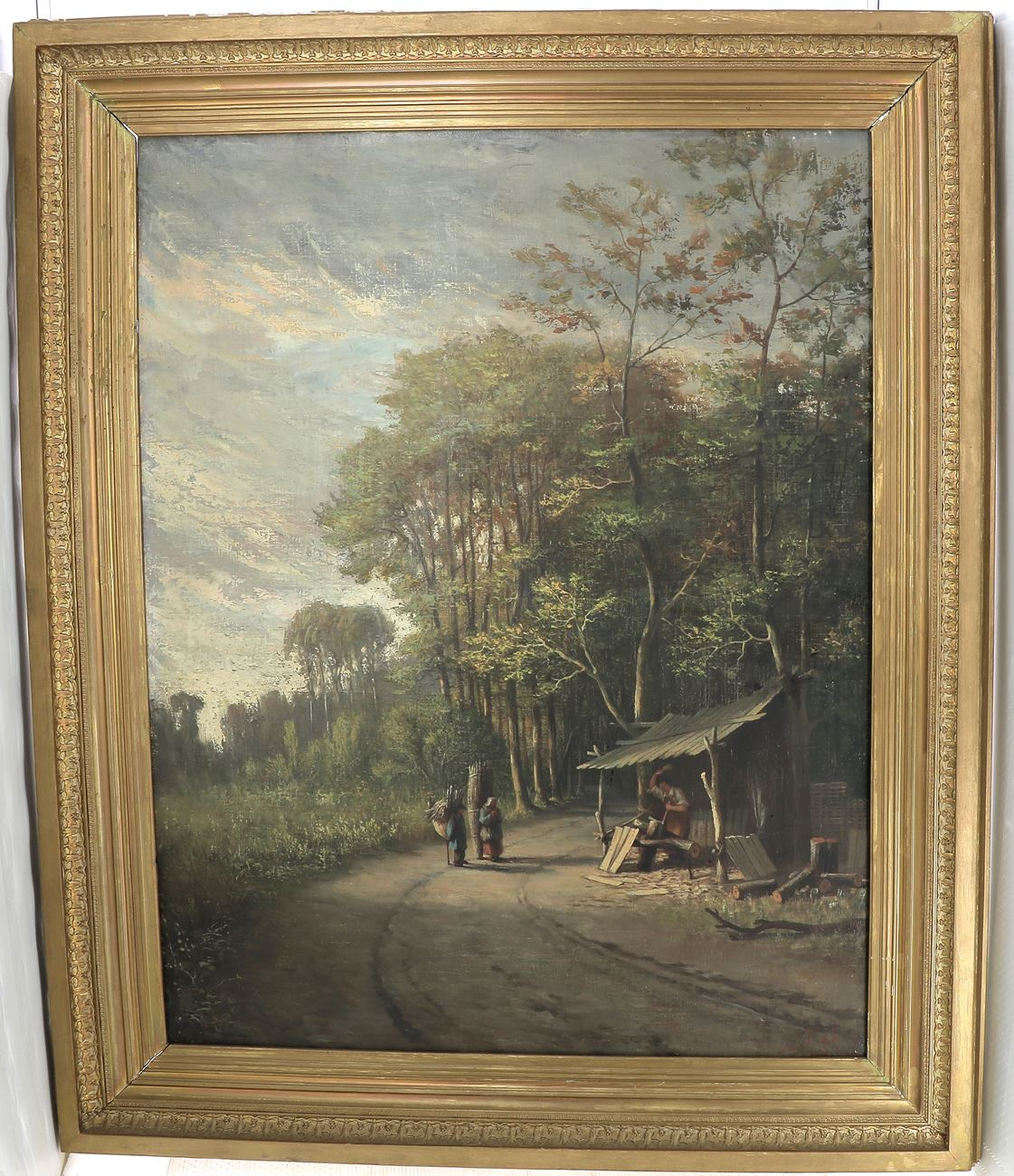
Menuisier à l’orée du bois, localisation inconnue.